# Noailhac (Tarn)
Noailhac település Franciaországban, Tarn megyében. Lakosainak száma 835 fő (2022. január 1.). Noailhac Saint-Salvy-de-la-Balme, Boissezon, Castres, Payrin-Augmontel, Pont-de-Larn és Valdurenque községekkel határos.

## Népesség
A település népességének változása:
| Lakosok száma | 855  | 864  | 881  | 853  | 850  | 850  | 851  | 843  | 835  |
|               | 2013 | 2015 | 2016 | 2017 | 2018 | 2019 | 2020 | 2021 | 2022 |